# Aa! Megami-sama la película
Ah! Mi diosa: La película  (劇場版「ああっ女神さまっ」 Gekijōban "Aa! Megami-sama!"?) es una película animada japonesa del año 2000 dirigida por Hiroaki Gōda, escrita por Michiko Yokote y Yoshihiko Tomizawa, animada por Anime International Company y coproducida por Kōdansha, Dentsu, Sega Enterprises, Pony Canyon, Nippon Shupan Hanbai, AIC, MOVIC y Shochiku, basada en el manga del mismo nombre hecho por Kōsuke Fujishima. El estreno de la película tuvo lugar el 21 de octubre de 2000. También fue distribuida por Shochiku en Japón. La película es licenciada por Geneon Entertainment en Estados Unidos y Canadá, MVM Films en el Reino Unido y Madman Entertainment en Australia y Nueva Zelanda.

## Argumento
La historia tiene tiempo después de que Morisato consiguiera trabajo en el whirlwind con Belldandy. Celestin, un exmentor de Belldandy, es liberado por Morgan Le Fay y borra todas las memorias de Belldandy sobre Keiichi para usarla para hackear el ordenador de Yggdrasil en los cielos con un virus.
Morgan le Fay se dirige a la prisión Lunar y rompe el sello. Ella es capaz de hacer contacto con una pequeña máscara que revela que deben unirse para alcanzar su objetivo común. En la tierra, es el comienzo de año escolar en el Instituto tecnológico de Nekomi, y varios clubes tratan de reclutar a nuevos miembros. El Club del automóvil es uno de ellos, y trata de atraer a nuevos solicitantes con una exhibición de los vehículos que los llevaron a la victoria en competencias pasadas, incluyendo el nuevo biplaza de Keiichi Morisato y Belldandy que se utilizará en la próxima carrera. Inicialmente se unen muchos nuevos miembros, incluyendo a Morgan en forma humana. Sin embargo, la mayoría de ellos se asustada luego por Toraichi Tamiya y Otaki Hikozaemon.
Esa noche, mientras los miembros del club celebran, Keiichi inadvertidamente se encuentra en una situación comprometedora con Hasegawa. Belldandy sale corriendo tras ver eso,  Keiichi la sigue. Cuando Keiichi la alcanza, ella se disculpa; Keiichi simplemente sonríe y comenta sobre la llegada de la primavera. Reconfortada, Belldandy sonríe de vuelta y le dice en una ráfaga de cerezos que espera poder pasar todos sus primaveras con él. Entonces aparece Celestin, un exmentor de Belldandy. Urd aparece y furiosamente ordena a Celestin que se aleje de Belldandy. Negándose a alejarse, voltea a Belldandy y le da un beso en los labios, con lo cual Belldandy se desmaya, shockeando a todos los presentes. Entonces Urd le ataca con una descarga, pero él ha desaparecido. En el templo, Urd averigua que Belldandy se ha infectado con un virus. Peorth le informa a Urd que Yggdrasil también se ha comprometido por el virus y aísla el cielo de la tierra como medida de seguridad hasta que se resuelva el asunto, lo que significa que Belldandy no puede recibir tratamiento hasta que se resuelva el asunto.
Cuando finalmente Belldandy recupera la conciencia, no puede recordar su pasado con Keiichi, a pesar de que ella puede identificar a Skuld y Urd inmediatamente. Urd reconoce los síntomas como amnesia selectiva e informa Keiichi que todos los recuerdos de Belldandy después de su primer encuentro deben haber sido sellados. Demostrando la especulación de Urd, Belldandy informa Keiichi que ella le vino conceder un deseo. Después Skuld le regañe,  Keiichi desea que se restablezcan los recuerdos de Belldandy, pero como Yggdrasil está desconectado, Belldandy no puede procesar la solicitud. Skuld intenta recuperar memoria de Belldandy con un número de invenciones, pero la mayoría lo hacen es recordar a Belldandy dar Keiichi su tarjeta de visita. No se ha podido encontrar una solución inmediata, Keiichi decide aceptar la situación actual por el momento y tratar de vivir como normalmente como sea posible.
Cuando el Club del automóvil se entera acerca de la condición de Belldandy, se sorprenden, pero también se preocupan por su próxima carrera; la competencia es una carrera de género mixto. Cuando Sora rechaza la oportunidad, Morgan se ofrece en lugar de Belldandy. Como no están seguros acerca de su habilidad, el club le da un ensayo con Keiichi; al verlos en la moto hace que algunos recuerdos vuelvan a la memoria de Belldandy.
Hasta este punto, Keiichi ha logrado permanecer sorprendentemente estoico a pesar de la condición de Belldandy. Sin embargo, esa noche cuando conduce hacia el templo a velocidades peligrosamente altas, está tan inmerso en sus problemas que inconscientemente espera que Belldandy le ayude a pasar una curva cerrada, sin darse cuenta de que los recuerdos permanecen bloqueados y casi provoca un accidente. Al notar la culpabilidad de Keiichi despierta algo en el corazón de Belldandy, quizás un tenue recordatorio del amor que una vez compartieron.
Cuando Belldandy descubre accidentalmente un álbum de fotos lleno de fotos de los dos en el templo, ella se da cuenta de cuán profundamente su amnesia ha afectado a Keiichi. Dándose cuenta del vacío en sus sonrisas, Belldandy se inspira para llegar a conocerlo mejor, empezando por optar por permanecer como compañera de Keiichi en la próxima carrera a pesar de su amnesia. Cuando una Morgan irritada oye acerca de la determinación de Belldandy, ella reta a Keiichi y Belldandy a una carrera, con Megumi de compañera a petición de Keiichi. Sin embargo, a pesar de los esfuerzos de Morgan no son ninguna competencia para ellos, y además, la experiencia aparentemente desbloquea más recuerdos de Belldandy.
Esa noche, Belldandy escucha accidentalmente una discusión entre Keiichi y sus hermanas sobre el papel de Celestin en la crisis actual. Al darse cuenta de que Celestin borró sus recuerdos e inserto el virus, Belldandy, conmocionada y confundida, corre hacia fuera en la noche. Aprovechando la situación, Celestin guía a Belldandy lejos y cuando Urd llega, él utiliza el virus para poner a Belldandy contra su hermana mayor en combate. La llegada de Keiichi y de Skuld provoca una enorme cantidad de energía incontrolable en Belldandy como ella lucha para recobrar el sentido de sí misma, noqueando a todos en las inmediaciones. Con éxito encuentra al lado de ella que se escondío de ella después de la traición de Celestin lo que le permite disipar de forma segura la energía acumulada, aunque se desmaya en el proceso. Skuld se despierta para encontrar el lugar devastado por el combate. Cuando ella encuentra a Celestin bajando tranquilamente por las escaleras, ella convoca Noble scarlet y furiosa golpea Celestin con un rayo hacia la pantalla, causando una inundación en el lugar. Keiichi despierta justo a tiempo para notar la aproximación de la ola y se lanza para proteger a Belldandy, él recibe la peor parte del golpe por ella. Belldandy despierta para encontrar Keiichi en estado de coma en el suelo e histéricamente intenta reanimarlo.
En el templo, Belldandy recobra sus sentidos, pero su corazón está inquieto y cree que ella solo le ha traído sufrimiento a Keiichi. Skuld le asegura que, independientemente de las circunstancias actuales, todos los amigos que han hecho y por todas las experiencias que han pasado, Keiichi y Belldandy han resistido todo con una sonrisa. Tranquila, Belldandy cae en el regazo de Skuld, provocando la preocupación de ella, pero Urd le asegura que Belldandy esta simplemente agotada por la batalla.
A la mañana siguiente cuando Keiichi entra solo en la vacía Casaclub de Club del automóvil, encuentra a Morgan sangrado en la escalera por la batalla. Haciendo caso omiso al rechazo de ser curada, Keiichi insiste en que ella venga con él al ala hospitalaria. Mientras él trata la herida en su brazo, Morgan enigmáticamente le pregunta si él podría Amar a alguien como ella, diciéndole que en el mundo que se acerca Belldandy le pertenecerá a Celestin. Antes de que él pueda responder, ella por la fuerza lo besa; sin saberlo ellos, Belldandy los ve a través de la puerta. Debido en parte a su malestar sobre lo sucedido (ver a Morgan y Keiichi besarse) Belldandy se prepara para aceptar la vacuna, que va a destruir el virus en ella, a riesgo de borrar todos sus recuerdos. En coordinación con el cielo, comienza la ceremonia de la administración de la vacuna, pero algo sale mal.
El virus dentro de Belldandy la había estado utilizando como un Troyano; haciendo que las diosas se conecten a Yggdrasil, fue capaz de infectar el sistema principal a través de ella, aunque sin acceso directo solo fue capaz de avanzar lento. el cielo brindo acceso directo con Belldandy para suministrar la vacuna, dejando sin querer que profundizara aún más en el sistema. El virus usurpo el enlace directo, y se reescribió mediante la vacuna, para convertirse en un programa que superara todas las medidas de seguridad de Yggdrasil. Explotando la relación directa entre Belldandy y Yggdrasil, Celestin hackea la unidad central del sistema, accediendo a un programa de enigmático que a este punto se conoce solo como un alto secreto. Celestin posee a Keiichi y transmite el programa a través de Belldandy, incorporándolo en el mandala de la vacuna. Esto crea un enorme campo mágico que se traga el templo y el bosque circundante. Tres enormes espirales de troncos de árbol que se erigen hacia el cielo y un gigantesco ser son lentamente materializados.
En el pasado de Belldandy, Celestin, viendo que los dioses no estaban escuchando el sufrimiento de aquellos de los mundos inferiores, inicio levantamiento contra ellos, partiendo por la destrucción de la puerta del juicio. Agentes del cielo fueron enviados contra él, pero Belldandy logra detenerlos, protegiendo a su mentor. Más agentes son enviados, y ambos son capturados. Celestin fue condenado a una eternidad en la prisión Lunar, mientras que a Belldandy le fueron borrados los recuerdos de los eventos por Urd.
Si Celestin destruye Yggdrasil y toda la tierra, una tierra nueva, libre de sufrimiento, tendrá que ser creada. Las tres diosas permanecen Unidas contra Celestin y Morgan, tratando de detenerles. En los cielos, Peorth autoriza el uso de Gungnir para detener a Celestin. Ella lanza el ataque, pero Belldandy se las arregla para protegerlo en el último minuto: ellos pueden atacar a Celestin, pero sería Keiichi el que resultaría asesinado. Keiichi entonces ayuda a Belldandy a bloquear el ataque tomando préstados los poderes de Celestin (con su permiso). Al darse cuenta de que estaba equivocado, Celestin finalmente cede y libera a Keiichi de su influencia.
Poco después, Belldandy, Keiichi y Morgan son transportados a la puerta del juicio. Habiendo una vez perdido su amor al tratar de pasar esta prueba de los dioses, Morgan advierte a los dos para que no pasen a través de ella, pero siguen adelante, con total confianza de que pasarán a través de la puerta de forma segura y no ser separados. Al pasar través de la puerta, regresan a la tierra. Cuando regresan, Morgan les dice que ella se quedara atrás para decirle a las parejas que vengan en el futuro la historia de cómo pasaron la prueba. Los dos vuelven, pero en los cielos, Yggdrasil está dañado de manera crítica. Las tres diosas y sus Ángeles comienzan a cantar juntas y restauran rápidamente el árbol del mundo, para luego desmaterialiarlo. Finalmente por ella misma, Belldandy le dice a Keiichi que el virus ha eliminado los registros de Yggdrasil, lo que significa que es una vez más libre de pedir cualquier deseo. Sonriendo suavemente, él responde: "Eso es fácil," provocando una vez más su amor por el otro. Arriba de un árbol, Skuld melancólicamente desea que ella también un día pueda encontrar el amor, al igual que Belldandy, solo para que Urd afirme que aun le faltan cien años (después 1 millón años y luego un día), es decir, que es demasiado joven.

## Sincronización
| Rol              | Seiyū                                       |
| ---------------- | ------------------------------------------- |
| Keiichi Morisato | Masami Kikuchi                              |
| Belldandy        | Kikuko Inoue (Adulta), Mio Shionoiri (niña) |
| Urd              | Yumi Tōma                                   |
| Skuld            | Aya Hisakawa                                |
| Morgan Le Fay    | Ayako Kawasumi                              |
| Peorth           | Rei Sakuma                                  |
| Celestin         | Hiroshi Yanaka                              |

## Banda sonora
La música fue compuesta por Shirō Hamaguchi y dirigida por Mario Klemens con las actuaciones de la Orquesta Filarmónica de Varsovia. El tema principal fue interpretado por Saori Nishihata. El tema principal fue compuesto por el compositor musical de las series de Final Fantasy Nobuo Uematsu. La banda sonora fue lanzada por Pony Canyon en Japón y Geneon Entertainment en Estados Unidos.

## Recepción
T.H.E.M. Anime Reviews describió la animación y la música de la película como "absolutamente hermosa", y le dio a la película una calificación perfecta. Anime News Network elogió la mezcla de las ilustraciones CGI y cel para la película y las opciones de fundición para el doblaje.